# Italian Baseball League 2010
L'Italian Baseball League 2010 è stata la 63ª edizione del massimo campionato italiano di baseball, la quarta con la denominazione IBL e la prima con il nuovo sistema a franchigie.
Il torneo ha avuto inizio ad aprile ed è finito a settembre.

## Regular season

### Squadre
- Grosseto
- Baseball & Softball Club Godo
- Fortitudo Bologna
- Nettuno Baseball
- 1949 Parma
- Rimini
- San Marino
- Warriors Paternò

### Risultati
| Prima giornata |                  |                 |
| 1-3 aprile     |                  | 20-22 maggio    |
| 0-1, 1-3, 5-3  | Parma-San Marino | 0-4, 4-3, 14-3  |
| 0-5, 4-8, 1-0  | Grosseto-Rimini  | 1-5, 5-4, 8-7   |
| 4-1, 14-0, 9-3 | Bologna-Godo     | 6-0, 7-5, 1-4   |
| 7-1, 2-8, 5-3  | Nettuno-Paternò  | 10-0, 5-1, 6-10 |

| Quarta giornata |                   |                  |
| 22-25 aprile    |                   | 17-20 giugno     |
| 2-4, 0-5, 5-6   | Rimini-San Marino | 7-6, 2-5, 3-1    |
| 1-4, 4-5, 8-1   | Grosseto-Bologna  | 4-0, 0-10, 5-7   |
| 0-5, 4-7, 0-6   | Nettuno-Parma     | 2-7, 4-5, 6-12   |
| 2-3, 14-4, 8-14 | Paternò-Godo      | 1-10, 9-19, 0-12 |

| Settima giornata |                    |                  |
| 13-16 maggio     |                    | 8-10 luglio      |
| 2-5, 5-2, 4-1    | Rimini-Bologna     | 5-0, 3-0, 7-0    |
| 7-0, 5-4, 2-4    | Nettuno-San Marino | 2-3, 2-11, 14-12 |
| 6-2, 6-5, 8-6    | Parma-Godo         | 7-6, 12-0, 13-0  |
| 5-4, 2-1, 11-1   | Grosseto-Paternò   | 1-6, 2-8, 6-8    |

| Seconda giornata |                    |                 |
| 8-10 aprile      |                    | 27-30 maggio    |
| 5-0, 5-2, 2-3    | San Marino-Bologna | 8-1, 4-7, 6-4   |
| 3-0, 1-2, 4-1    | Grosseto-Nettuno   | 4-6, 0-4, 3-4   |
| 2-13, 4-14, 5-15 | Paternò-Parma      | 1-7, 1-6, 0-10  |
| 0-2, 0-8, 4-6    | Godo-Rimini        | 0-10, 0-10, 0-5 |

| Quinta giornata  |                    |               |
| 29 apr.-1º mag.  |                    | 24-26 giugno  |
| 2-8, 5-0, 1-6    | Parma-Rimini       | 6-2, 1-5, 8-1 |
| 1-12, 0-5, 9-10  | Godo-Grosseto      | 1-3, 2-6, 4-1 |
| 5-2, 15-11, 0-12 | Bologna-Nettuno    | 9-1, 1-3, 7-4 |
| 11-1, 2-1, 11-7  | San Marino-Paternò | 1-2, 9-2, 6-1 |

| Terza giornata  |                 |                |
| 15-18 aprile    |                 | 10-12 giugno   |
| 11-1, 0-7, 10-7 | Parma-Grosseto  | 6-3, 2-6, 0-8  |
| 5-7, 0-3, 4-10  | Godo-San Marino | 4-6, 3-11, 1-5 |
| 10-0, 8-3, 8-0  | Bologna-Paternò | 6-1, 12-2, 4-2 |
| 2-3, 7-4, 4-1   | Rimini-Nettuno  | 3-7, 0-2, 2-6  |

| Sesta giornata |                     |                |
| 6-8 maggio     |                     | 1-3 luglio     |
| 0-1, 7-8, 0-10 | Paternò-Rimini      | 4-7, 1-10, 5-3 |
| 5-4, 1-2, 6-1  | San Marino-Grosseto | 7-0, 3-2, 1-12 |
| 6-0, 4-3, 2-3  | Bologna-Parma       | 4-0, 3-5, 5-6  |
| 1-8, 1-2, 5-6  | Godo-Nettuno        | 0-4, 3-9, 1-6  |

### Classifica
|  | Classifica regular season 2010 | PG | PV | PP | PCT  | PD |
|  | ------------------------------ | -- | -- | -- | ---- | -- |
|  | 1949 Parma                     | 42 | 30 | 12 | .714 | 0  |
|  | San Marino                     | 42 | 28 | 14 | .695 | 2  |
|  | Rimini                         | 42 | 27 | 15 | .642 | 3  |
|  | Fortitudo Bologna              | 42 | 25 | 17 | .595 | 5  |
|  | Nettuno Baseball               | 42 | 23 | 19 | .547 | 7  |
|  | Grosseto                       | 42 | 20 | 22 | .476 | 10 |
|  | Warriors Paternò               | 42 | 8  | 34 | .190 | 22 |
|  | Baseball & Softball Club Godo  | 42 | 7  | 35 | .166 | 23 |

Le prime 4 classificate si qualificano per il girone di semifinale. Le altre squadre passano alla prima fase di Coppa Italia.

## Girone di semifinale

### Risultati
| Prima giornata |                   |                 |
|                | 4-7 agosto        |                 |
|                | Parma-Bologna     | 0-1, 11-10, 3-6 |
|                | San Marino-Rimini | 4-1, 10-9, 5-4  |

| Seconda giornata |                    |                |
|                  | 11-14 agosto       |                |
|                  | Parma-Rimini       | 8-7, 3-2, 9-12 |
|                  | San Marino-Bologna | 2-3, 2-3, 9-2  |

| Terza giornata |                  |               |
|                | 18-21 agosto     |               |
|                | Parma-San Marino | 5-4, 5-3, 6-4 |
|                | Rimini-Bologna   | 2-4, 2-1, 3-4 |

#### Classifica
|  | Classifica girone di semifinale 2010 | PG | PV | PP | PCT  | PD |
|  | ------------------------------------ | -- | -- | -- | ---- | -- |
|  | Fortitudo Bologna                    | 9  | 6  | 3  | .666 | 0  |
|  | 1949 Parma                           | 9  | 6  | 3  | .666 | 0  |
|  | San Marino                           | 9  | 4  | 5  | .444 | 2  |
|  | Rimini                               | 9  | 2  | 7  | .222 | 4  |

Le prime due classificate si qualificano per le Italian Baseball Series. Terza e quarta passano alla seconda fase della Coppa Italia.

## Italian Baseball Series

### Gara 1
| Parma 27 agosto 2010, ore 21:00 | 1949 Parma | 1 – 2 | Fortitudo Bologna | Stadio N.Cavalli 2500 spettatori |

### Gara 2
| Parma 28 agosto 2010, ore 21:00 | 1949 Parma | 3 – 7 | Fortitudo Bologna | Stadio N.Cavalli 2400 spettatori |

### Gara 3
| Bologna 2 settembre 2010, ore 21:00 | Fortitudo Bologna | 0 – 6 | 1949 Parma | Stadio Gianni Falchi 2300 spettatori |

### Gara 4
| Bologna 3 settembre 2010, ore 21:00 | Fortitudo Bologna | 5 – 7 | 1949 Parma | Stadio Gianni Falchi 2400 spettatori |

### Gara 5
| Bologna 4 settembre 2010, ore 21:00 | Fortitudo Bologna | 5 – 1 | 1949 Parma | Stadio Gianni Falchi 2500 spettatori |

### Gara 6
| Parma 10 settembre 2010, ore 21:00 | 1949 Parma | 7 – 4 | Fortitudo Bologna | Stadio N.Cavalli 2500 spettatori |

### Gara 7
| Parma 11 settembre 2010, ore 21:00 | 1949 Parma | 2 – 1 | Fortitudo Bologna | Stadio N.Cavalli 2500 spettatori |

### Classifica
|  | Italian Baseball Series 2010 | PG | PV | PP | PCT  | PD |
|  | ---------------------------- | -- | -- | -- | ---- | -- |
|  | 1949 Parma                   | 7  | 4  | 3  | .571 | 0  |
|  | Fortitudo Bologna            | 7  | 3  | 4  | .429 | 1  |

La seconda classificata va a giocare la finale di Coppa Italia.

## Verdetti
- Campione d'Italia:   1949 Parma
- Vincitore Coppa Italia:   Fortitudo Bologna